# Brentwood (Californië)
Brentwood is een plaats in Contra Costa County in Californië in de VS.

## Geografie
Brentwood bevindt zich op 37°56′7″ noorderbreedte en 121°42′34″westerlengte. De totale oppervlakte bedraagt 30,2 km² (11,7 mijl²) waarvan 30,1 km² (11,6 mijl²) land is en 0,1 km² (0,1 mijl²) of 0,09% water is.

## Demografie
Volgens de census van 2000 bedroeg de bevolkingsdichtheid 772,9/km² (2001,2/mijl²) en bedroeg het totale bevolkingsaantal 23.302 als volgt onderverdeeld naar etniciteit:
- 73,82% blanken
- 2,48% zwarten of Afrikaanse Amerikanen
- 0,61% inheemse Amerikanen
- 2,86% Aziaten
- 0,31% mensen afkomstig van eilanden in de Grote Oceaan
- 14,54% andere
- 5,38% twee of meer rassen
- 28,17% Spaans of Latino

Er waren 7497 gezinnen en 6125 families in Brentwood. De gemiddelde gezinsgrootte bedroeg 3,10.

## Overleden
- Joe E. Brown (1892-1973), acteur en komiek

## Plaatsen in de nabije omgeving
De onderstaande figuur toont nabijgelegen plaatsen in een straal van 16 km rond Brentwood.